# کانگ پنگینگ
کانگ پنگینگ (به لاتین: Kangpenqing) یک کوه در چین است که در تبت واقع شده‌است. کانگ پنگینگ ۷٬۲۸۱ متر بالاتر از سطح دریا واقع شده‌است.